# Browning M1917
Browning M1917 là loại súng máy hạng nặng của Mỹ do John Browning thiết kế, đây là loại súng máy được sử dụng khá rộng rãi bởi quân đội Mỹ trong thế chiến thứ nhất và thế chiến thứ hai. Nó đóng vai trò là súng bắn chặn, súng hỗ trợ, ngoài ra cũng có thể gắn trên xe thiết giáp.
Ở Việt Nam, từ năm 1947, quân đội Pháp ở Đông Dương đã mua khá nhiều súng này từ nước Mỹ để chiến đấu với quân Việt Minh. Sau khi quân Pháp bị đánh bại, quân đội Việt Nam đã tịch thu chúng rồi sử dụng lại, tuy nhiên, sau một thời gian, chúng đã bị loại khỏi trang bị.

## Các nước sử dụng
- Hoa Kỳ
- Đế quốc Nhật Bản
- Nhật Bản
- Úc
- New Zealand
- Việt Nam Dân chủ Cộng hòa (Dùng trong chiến tranh Đông Dương)
- Cộng hòa Miền Nam Việt Nam (Dùng trong Chiến tranh Đông Dương và Chiến tranh Việt Nam. Chống lại Thực dân Pháp và Chính quyền Sài Gòn Việt Nam Cộng hòa và Chủ nghĩa Đế quốc Mỹ và các Đồng minh thân Mỹ)
- Việt Nam (Dùng trong Chiến tranh Đông Dương và Chiến tranh Việt Nam)
- Lào
- Campuchia
- Liên bang Đông Dương (Dùng trong Chiến tranh Đông Dương)
- Pháp
- Hàn Quốc (dùng trong Chiến tranh Triều Tiên)
- Cộng hòa Dân chủ Nhân dân Triều Tiên (dùng trong Chiến tranh Triều Tiên)
- Cộng hòa Nhân dân Trung Hoa (dùng trong Nội chiến Trung Quốc)
- Đài Loan (dùng trong Nội chiến Trung Quốc)
- Argentina
- Philippines
- Na Uy
- Thụy Điển
- Thái Lan
- Malaysia
- Indonesia
- Singapore
- Ba Lan
- Brunei
- Cuba
- Vương quốc Liên hiệp Anh và Bắc Ireland